# Јаси (илирско племе)
Јаси (лат. Iasi) су били илирско-келтско племе које је насељавало обе обале реке Драве у античко доба. Први контакт Јаса са Римљанима догодио се у време римског освајања насеља Segestica, 159. или 156. п. н. е. После сузбијања Батоновог устанка (6—9. година нове ере), Римљани оснивају војни камп у даруварском басену, на месту некадашњег јашког опидума. Током процеса романизације, племенско насеље стиче статус Рес публике Јасорум. У време Хадријанове владавине, италски имигранти, ветерани и други страни носиоци права римских грађана, заједно са домаћим становништвом, организују Municipium Iasorum на месту античког опидума. Град је био административни центар Јаса, на чијој су великој територији формирана и друга насеља, као што су Aquae Iasae и Civitas Iovia.